# Regent's Park (stanice metra v Londýně)
Regent's Park je stanice metra v Londýně, pojmenovaná podle královského parku Regent's Park. 10. března 1906 byla otevřena. Nachází se na :
- Bakerloo Line (mezi stanicemi Baker Street a Oxford Circus).

| Rok  | Počet cestujících |
| ---- | ----------------- |
| 2011 | 3,78 mil          |
| 2012 | 3,78 mil          |
| 2013 | 3,79 mil          |
| 2014 | 3,71 mil          |